# Enzims del pa i de la pasta
En la indústria alimentària s'empren una gran quantitat d'enzims amb la fi de proporcionar o obtenir característiques úniques que diferencien cada producte. En els processos de producció del pa i de la pasta hi intervenen nombrosos, alguns dels quals amb finalitats comunes o similars.

## Enzims en la producció del pa
El pa és un aliment bàsic que s'elabora principalment amb farina de cereal, llevat, sal i aigua. També es poden afegir enzims, els quals tenen un paper clau en l'elaboració del pa, ja que proporcionen múltiples avantatges: regulen l'absorció de l'aigua, asseguren l'obtenció d'una massa fina i extensible preparada per ser tractada, i tenen una gran rellevància a la fermentació, etapa que representa una de les principals dianes pels enzims al procés d'elaboració del pa.

### Amilasa

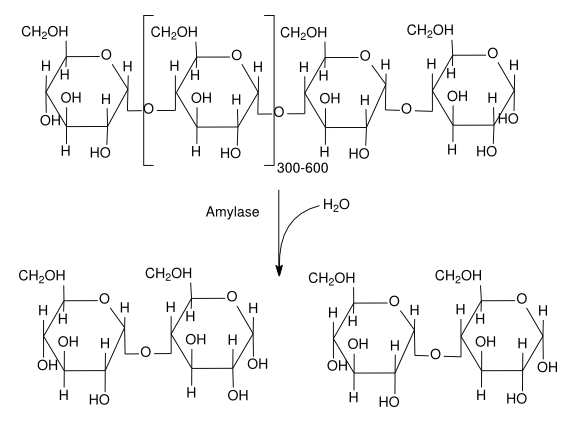
Reacció de l'amilasa: conversió d'amilosa en maltosa.

És l'enzim més utilitzat al pa, i en trobem de tres tipus: α-amilasa, β-amilasa i γ-amilasa, sent les dues primeres les més comunes. La seva funció consisteix en trencar l'amilosa i amilopectina (gúcids complexos) de la farina en compostos simples. El llevat s'alimenta d'aquests sucres simples en forma de dextrines i els converteix en productes de rebuig com alcohol i diòxid de carboni (CO₂), cosa que fa que la massa del futur pa s'infli, i dona un millor gust i un adequat color de la crosta. La farina conté amilases però no en conté del subtipus α-amilasa, pel que aquesta és suplementada d'origen fúngic o en forma de farina de malt. L'α-amilasa d'origen fúngic, que és la més emprada, actua sobre el contingut de midó danyat, la quantitat del qual pot variar en funció del tipus de blat i del procés de la molta.
Dosis massa elevades d'amilases poden causar un efecte negatiu, ja que hi haurà una hidròlisi excessiva del midó, i en conseqüència la massa serà massa plàstica i agafarà la semblança d'un xiclet.

### Hemicel·lulasa

#### Pentosanasa
Aquests enzims actuen sobre els pentosans, un tipus de polisacàrid diferent del midó en tant que està format per pentoses, monosacàrids de 5 carbonis. Els pentosans es troben en un 3-4% del pes total en la farina de blat, parcialment soluble i parcialment insoluble. La reacció d'hidròlisi dels pentosans augmenta l'absorció de l'aigua en la massa, fet que permet adquirir noves característiques d'interès:
- Frenar l'envelliment del pa, per retard en la degradació del midó.
- L'absorció d'aigua per part del midó, ja que és absorbida gradualment al llarg del temps. Això permet mantenir el pa tendre durant més temps.
- La presència de pentosanases accelera la formació de la molla i permet adquirir la fermesa desitjable en la seva estructura en un temps de precocció menor.

#### Xilanasa
La xilanasa és un enzim amb acció molt específica que degrada el polisacàrid beta-1,4-xilà a xilosa. El seu ús afavoreix la coagulació de la matriu de glúten, cosa que confereix una major elasticitat de la massa, permetent augmentar el volum sense produir el trencament de la massa ni produir esquerdes. A més, la seva gran capacitat per absorbir aigua i, per tant, retenir-la, redueix la quantitat d'aigua necessaria i allarga la frescor del pa.
Igual que l'amilasa, una sobredosis de xilanasa també causa una massa extremadament enganxosa. La dosis correcta depèn del tipus de la farina.

### Lipasa
Les lipases són enzims que es troben a l'organisme per descompondre els greixos dels aliments i així poder-los absorbir correctament.
La seva funció principal és la de catalitzar la hidròlisi de triacilglicerol a glicerol i àcids grassos.
El seu ús en panificació és com a substitut dels emulsionants, ja que contribueixen principalment a incrementar la força i l'estabilitat de la massa.
La més usada és la fosfolipasa per a la millora del volum. Es tracta d'un complex enzimàtic capaç de hidrolitzar, d'una banda, els triglicèrids neutres en monoglicèrids i, d'altra banda, els galactolípids i fosfolípids en galactomonoglicèrids i lisofosfolípids.
Pot substituir el 50-100% dels emulsionants amb un rendiment igual o superior, ja que la seva acció consisteix a produir a partir dels lípids que obté de la farina, alguns compostos amb la mateixa estructura i funció que els emulsionants industrials com Datem i SSL.
Els seus avantatges en la fabricació del pa són:
- Millora de les característiques de la massa, maneig de la massa i estabilitat de prova

- Els rendiments del forneig i les característiques del pa són iguals o millors amb un cost inferior en comparació amb els emulsionants químics

- Etiquetatge net, quan se substitueixen el 100% dels emulsionants químics no cal declarar els números E d'additiu.

### Oxidasa
Les òxid-reductases, o també anomenades oxidases, són aquells enzims que catalitzen l'intercanvi d'electrons i equivalents redox entre molècules donadores i acceptores.
En panificació s'utilitzen per reforçar l'estructura del gluten, millorant la textura, volum, frescor i fent més fàcil el maneig de la massa. Un exemple d'oxidasa seria la glucosa-oxidasa microgranulada, que s'obté d'una soca seleccionada d'Aspergillus niger.
Aquest enzim catalitza l'oxidació de la glucosa, produint àcid glucònic i peròxid d'hidrogen. És ràpidament activa en la fase de barreja quan hi ha abundant oxigen disponible. La glucosa present en la farina es transforma en àcid glucònic i peròxid d'hidrogen que oxida grups SH per formar ponts dislufur S-S entre les proteïnes. Això reforça l'estructura del gluten.
El resultat és una massa més resistent i elàstica amb una bona estabilitat als impactes mecànics, millor impulsió al forn i major volum del pa.
Els avantatges d'utilitzar aquest tipus d'oxidasa per a la fabricació de pa són:
- L'àcid ascòrbic o els oxidants químics poden reduir-se o substituir-se.

- Millora de la resistència de la massa.

- Fa que l'escorça quedi més cruixent i millora la forma del pa.

## Efecte sinèrgic dels enzims
Aquests enzims tenen un efecte sinèrgic, ja que si en comptes d'addicionar un o altre els addicionem junts com un complex obtenim millor rendiment i resultats. La combinació d'enzims millora les propietats de la massa i permet reduir les dosis.
Per exemple, l'aplicació d'una dosi alta de xilanasa permetria aconseguir un cert augment de volum de la massa. Aquest augment, però, es veuria condicionat per una enganxositat excessiva de la massa que impediria manejar-la adequadament. Per a solucionar-ho, l'aplicació d'alfa amilasa fúngica ens ajudaria a millorar encara més el volum amb un augment superior i resoldriem el problema de l'enganxositat, ja que ens permet reduir la quantitat de xilanasa aplicada.
Juntament amb aquestes dades, l'aplicació de lipasa tindria un efecte positiu en l'estructura de la molla. Tot i que no afectaria tant significativament al volum, l'aplicació de lipasa amb xilanasa i amilasa fúngica donaria resultats més desitjats quant a augment de volum i estructuració de la molla.
L'experimentació científica actual va centrada d'una banda en aconseguir nous enzims que tinguin rendiments majors que els actuals, i d'altra banda en trobar la formulació que s'adeqüi més a cada tipus de pa per a maximitzar rendiment i productivitat.

## Inactivació per temperatura
El forneig es realitza a una temperatura d'aproximadament 235 °C i té una duració d'entre 45 i 60 minuts. Mentres la cocció avança i la temperatura augmenta, es produeixen diferents fenòmens, entre els quals d'inactivació:
- A 45 °C els grànuls de midó no danyats comencen a gelatinitzar i són atacats per alfa amilases, alliberant sucres fermentables.
- Entre 50 i 60 °C el llevat mor.
- A 65 °C la beta amilasa és inactivada tèrmicament.
- A 75 °C l'amilasa fúngica és inactivada
- A 87 °C l'alfa amilasa del cereal és inactivada.
- Finalment, el gluten desnaturalitza i coagula, estabilitzant la forma i la mida del pa.

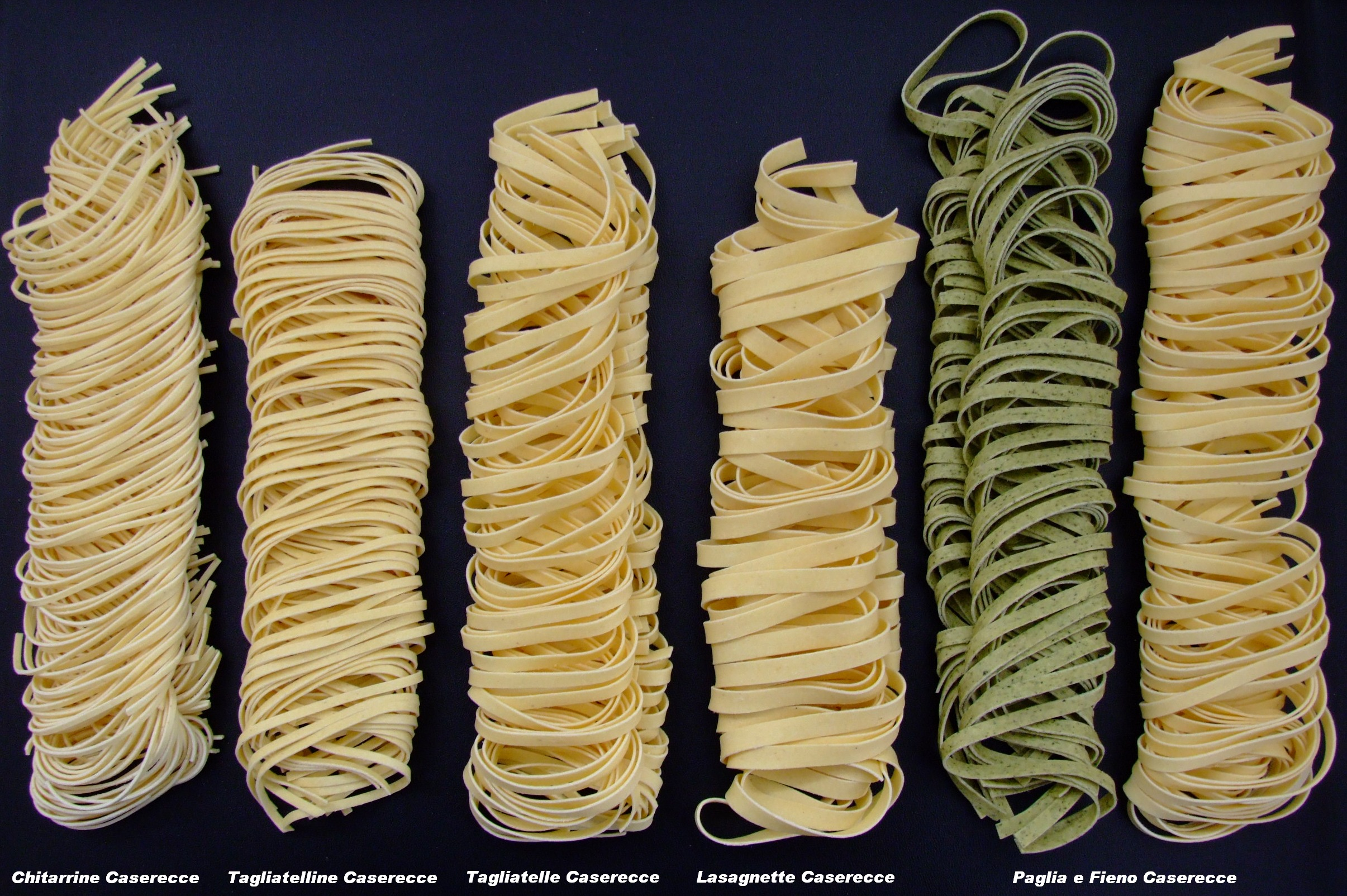
Diferents tipus de pasta.

## Enzims en la producció de la pasta
Algunes característiques desitjables en aquest tipus de productes alimentaris poden ser aconseguides mitjançant l'aplicació d'enzims, com ja hem vist en el cas del pa. En la pasta, l'enzim que més rellevància té per la quantitat de característiques tangibles pel consumidor que modula és la lipasa.

### Lipasa fúngica
S'aplica per millorar la qualitat del producte tant en pasta com en fideus. Els efectes són visibles per al consumidor, ja que l'activitat de la lipasa afecta el color, l'estabilitat del color, la textura al mossegar, l'enganxositat i la tolerància a la cocció.
- Aspecte homogeni: L'ús de lipasa disminueix significativament l'aparició de petits punts negres, la quantitat dels quals depèn del refinament de la farina. També es nota la reducció en l'aparició d'aquests punts al llarg del temps.
- Color i brillantor: Durant l'emmagatzematge de la pasta crua, es produeix un lleu enfosquiment progressiu del producte. S'ha comprovat i demostrat que l'addició de lipasa redueix aquest ràtio d'enfosquiment gradual durant l'emmagatzematge. La brillantor també és un paràmetre important sobretot en els fideus, i s'ha observat millores en la brillantor tant per als fideus amb superfície llisa com amb els de superfície rugosa.
- Textura: La fermesa tant de la pasta com dels fideus un cop cuinats és una de les característiques més importants a l'hora de satisfer el consumidor. En els fideus tractats amb lipasa, els grànuls de midó tenen menor mida i el gruix de la capa exterior es redueix en comparació amb la referència.
- Cocció: S'ha pogut comprovar que l'ús de lipasa fúngica ens ajuda a mantenir les qualitats de la pasta desitjades per al consum encara que es faci una sobrecocció durant més temps de l'adequat.